# 米酒

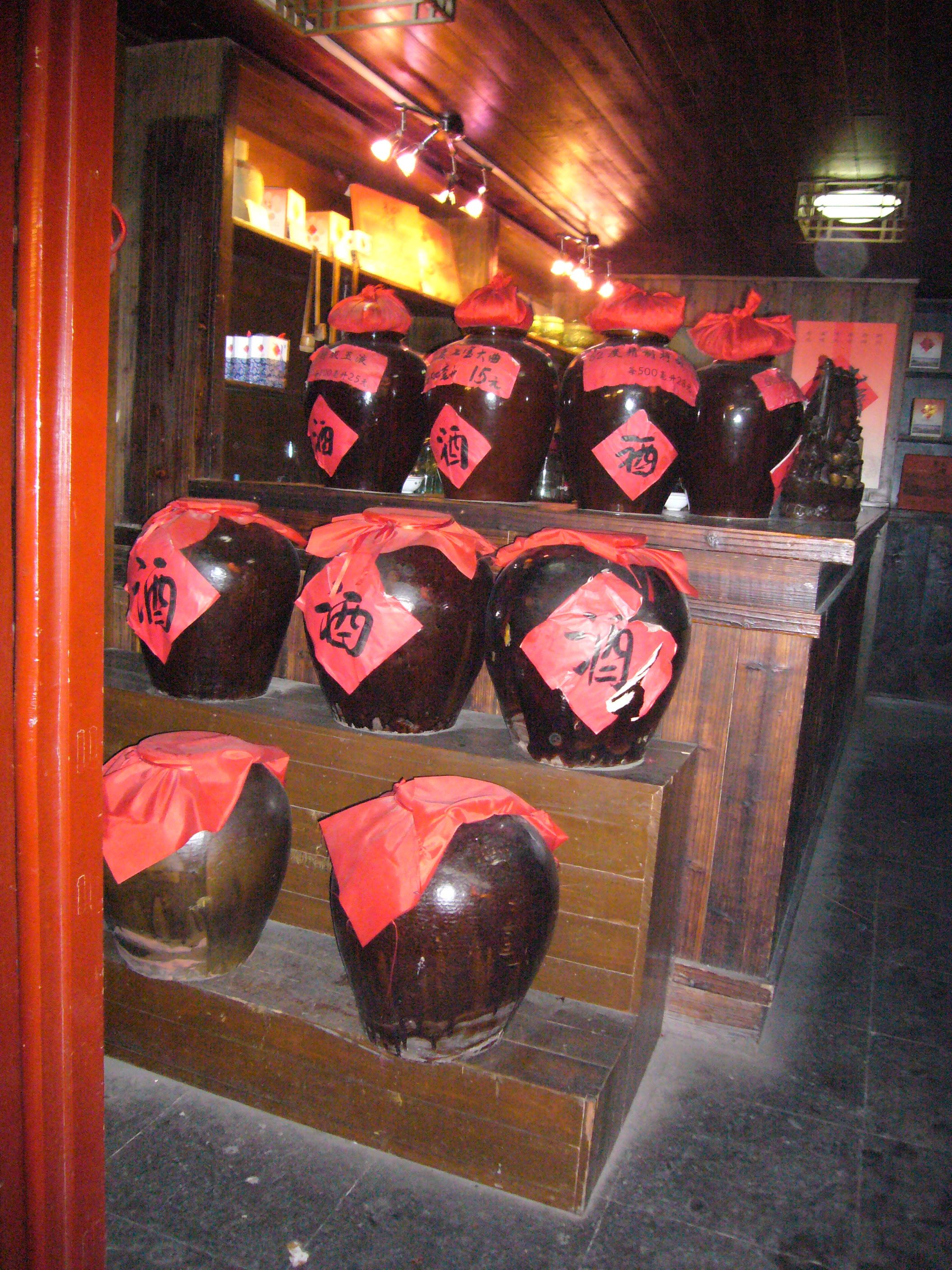
米酒

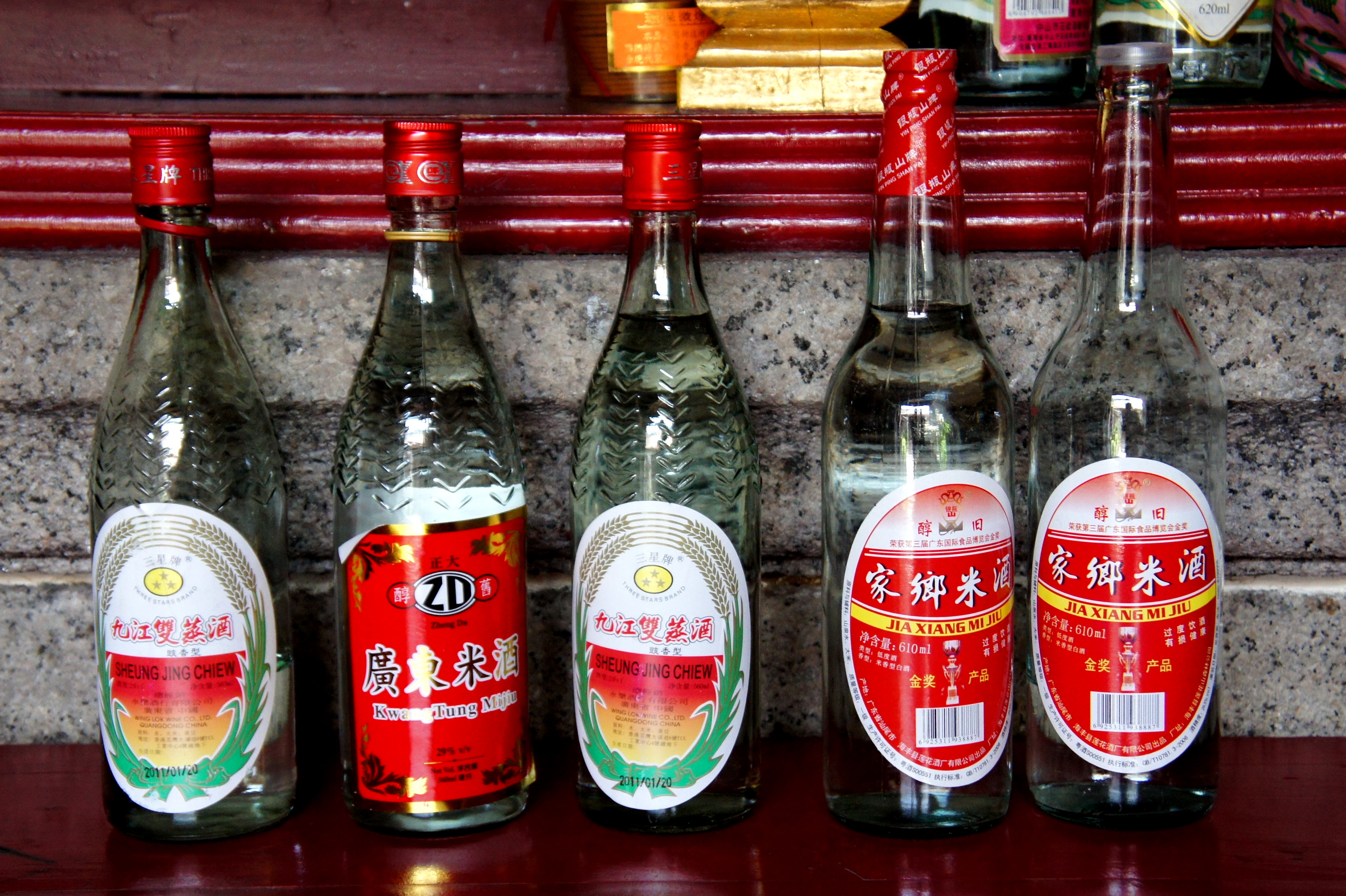
九江雙蒸酒、廣東米酒及家鄉米酒

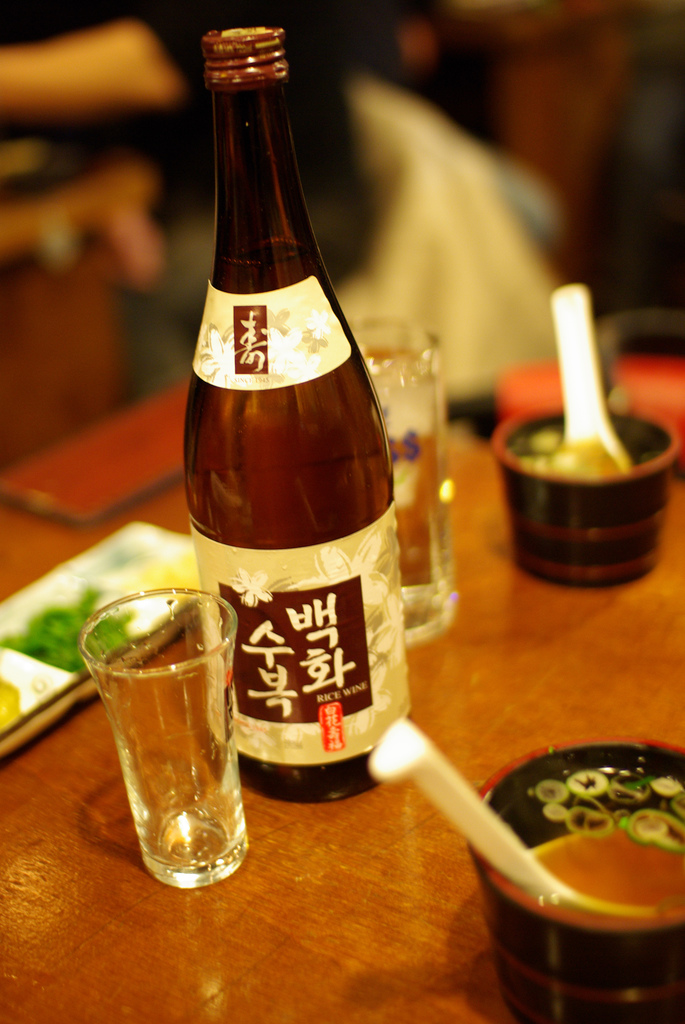
韓國米酒

米酒是以稻米为主要原料酿制出的酒，通常专指未经过蒸馏加工的釀造酒，著名的品类包括中国黃酒、朝鲜浊醪、日本清酒等，但许多蒸餾酒（如米香型白酒、韩国烧酒、日本烧酎、琉球泡盛等）也都用大米或糯米发酵后再进一步蒸馏製成。许多東亞菜肴（例如三杯鸡、薑母鴨）也常以米酒（料酒）為调味料，因為酒可以去腥和起到一定增味剂的作用。

## 名称
米酒主要以发酵形式制作而成，制造简单，故而在亞洲各地亦有各种各样的制造方式及名称，但多数直呼“米酒”或“甜米酒”，其它因地域方言、制作方式的不同而使之味道酸甜比例不同而各有称呼。
例如湖南地区多呼为“糊酒”（糊字前亦有加三点水“氵”）。而湖北地区多称呼为“洑汁酒”，川贵黔赣又称呼为“醪糟”。日本的照燒料理常用之味醂也是米酒的一種。

## 制造
米酒通常是用糯米釀製。傳統上是先把糯米清洗，並浸泡約4－5小時，然後拿糯米蒸熟。
蒸熟後把糯米取出來，將之冷卻。然後在糯米上撒上酒麴，邊撒邊拌勻，並把米稍微壓平。之後在糯米蓋上布，放在保溫地方，數天後即完成程序。

## 度数
米酒的酒精含量與发酵时间、发酵温度有关。发酵时间越长，发酵温度越高，所产生得酒精便越多。因此，不同地区所酿造的米酒度数会有差别。通常来说，米酒的度数不超过20度。

## 外部連結
- 维基共享资源上的相關多媒體資源：米酒